# Max Amling
Max Amling (ur. 28 kwietnia 1934 w Eibelstadt, zm. 7 kwietnia 2017 we Friedbergu) – niemiecki polityk i działacz związkowy, parlamentarzysta, działacz Socjaldemokratycznej Partii Niemiec (SPD).

## Życiorys
Pracował jako instalator. W latach 60. był etatowym działaczem Federacji Niemieckich Związków Zawodowych. Od 1952 członek SPD i jej organizacji młodzieżowej Jusos. Pełnił różne funkcje w strukturach partii i młodzieżówki w Eibelstadt i Augsburgu. Od 1972 do 1990 przez pięć kadencji był deputowanym do Bundestagu z ramienia SPD. Wybierany z listy tej partii w Bawarii.
W 1984 otrzymał Bawarski Order Zasługi.